# Enigma I

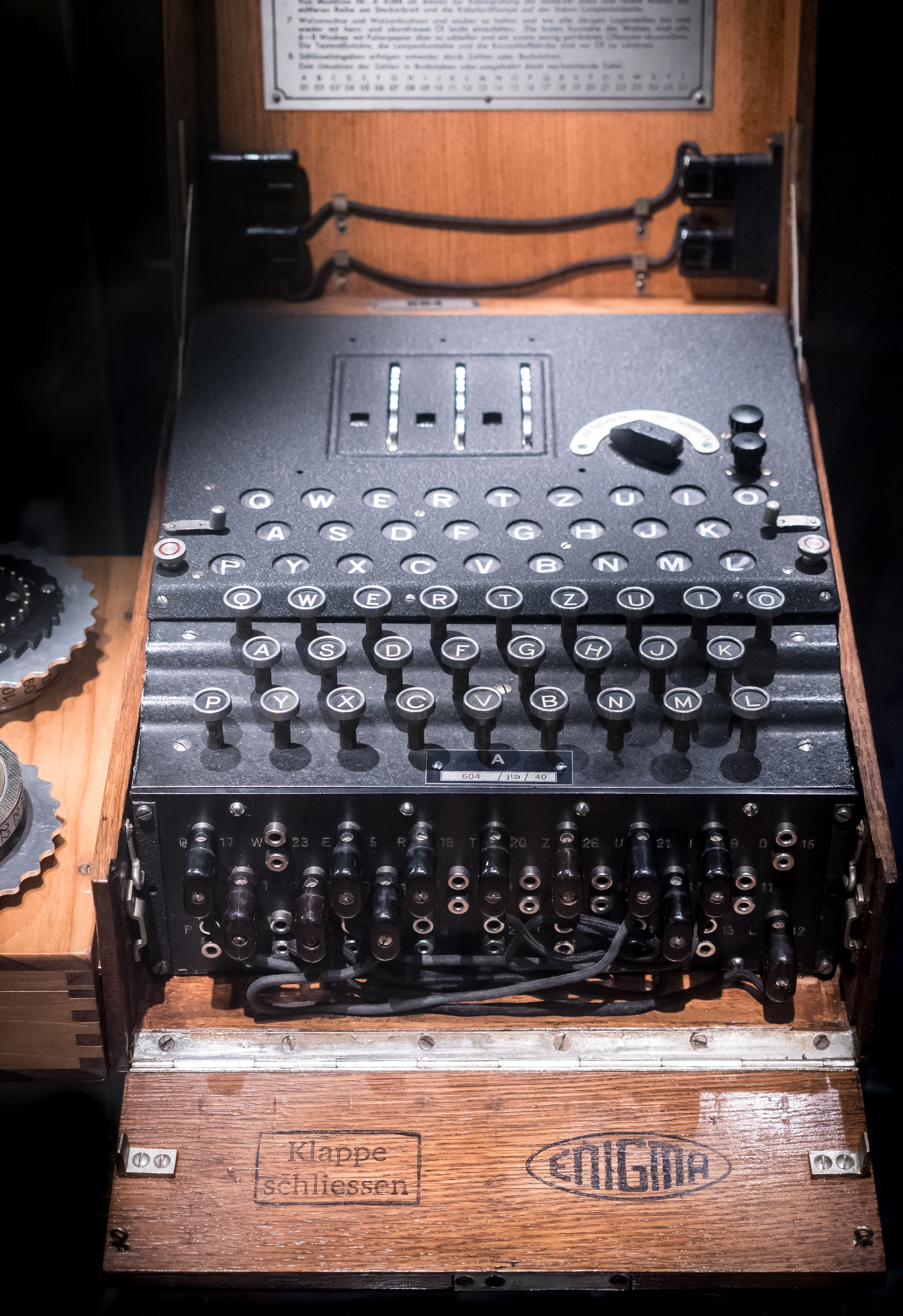
Enigma I (links am Bildrand: zwei separate Walzen)

Die Enigma I (sprich: „Enigma eins“) war eine besonders wichtige Modellvariante der Familie von Rotor-Schlüsselmaschinen mit dem Markennamen „Enigma“ und zugleich das meistverwendete Enigma-Modell.

## Geschichte
Erfunden wurde die Enigma von Arthur Scherbius (1878–1929), der im Frühjahr 1917 in Diensten des Waffen- und Munitionsbeschaffungsamts (WuMBA) stand und vom Kriegsministerium beauftragt worden war, eine geeignete Schlüsselmaschine zu entwickeln. Sein erstes Patent hierzu stammt vom 23. Februar 1918 (siehe auch: Enigma-Patente). Ein Jahr später präsentierte er drei Probemaschinen, die zur Anzeige Glühlämpchen verwendeten. Zur Fertigung wurde am 9. Juli 1923 die Chiffriermaschinen-Aktiengesellschaft (ChiMaAG) in Berlin gegründet. In der darauf folgenden langen Entwicklungsgeschichte von unterschiedlichen Enigma-Modellen gab es beispielsweise die Enigma-A (1924), Enigma-B (1924), Enigma-C (1925) und die Enigma-D (1926), um nur einige zu nennen.
Am 17. Februar 1928 fand eine wichtige Besprechung im Reichswehrministerium (RWM) statt. Thema war die Konstruktion der zukünftigen Enigma I. Gastgeber war das RWM, das Vertreter der ChiMaAG, eingeladen hatte. Anwesend waren Major Georg Schröder, Oberleutnant Walther Seifert und Wilhelm Fenner. Die ChiMaAG war vertreten durch Elsbeth Rinke und Willi Korn. Aus unbekannten Gründen nahm Arthur Scherbius hier nicht teil.
Wichtigster Tagesordnungspunkt war die genaue Ausgestaltung des Steckerbretts für die Enigma I, das als geheimes Zusatzelement die kryptographische Sicherheit stärken sollte. Nachdem es bereits kurz zuvor eine erste Version davon gegeben hatte, mit der 400 Enigma-Serienexemplare gefertigt worden waren, hatte die Reichswehr jedoch dieses Konzept verworfen. Daraufhin hatte die ChiMaAG eine zweite Version erarbeitet und diese dem RWM in einer Besprechung am 7. Februar 1928 vorgeschlagen. Diese wurde jedoch als zu kompliziert und fehlerträchtig erkannt und deshalb ebenso verworfen. Das RWM selbst erarbeitete eine dritte Variante und präsentierte sie nun der ChiMaAG. Diese Ausgestaltung des Steckerbretts wurde kurz darauf, am 9. August 1928, von der Reichswehr exklusiv für die militärisch genutzten Enigma-Maschinen eingeführt. Am 1. Juni 1930 wurde dieses Modell offiziell unter der militärischen Bezeichnung „Enigma I“ in Dienst gestellt und später von der Wehrmacht so übernommen. Auch danach ging die Entwicklung weiter und führte unter anderem zur Enigma-M4 (1941).
Während des Zweiten Weltkriegs (1939–1945) verkörperte die Enigma I das von der deutschen Wehrmacht hauptsächlich eingesetzte maschinelle Schlüsselmittel.

## Prinzip

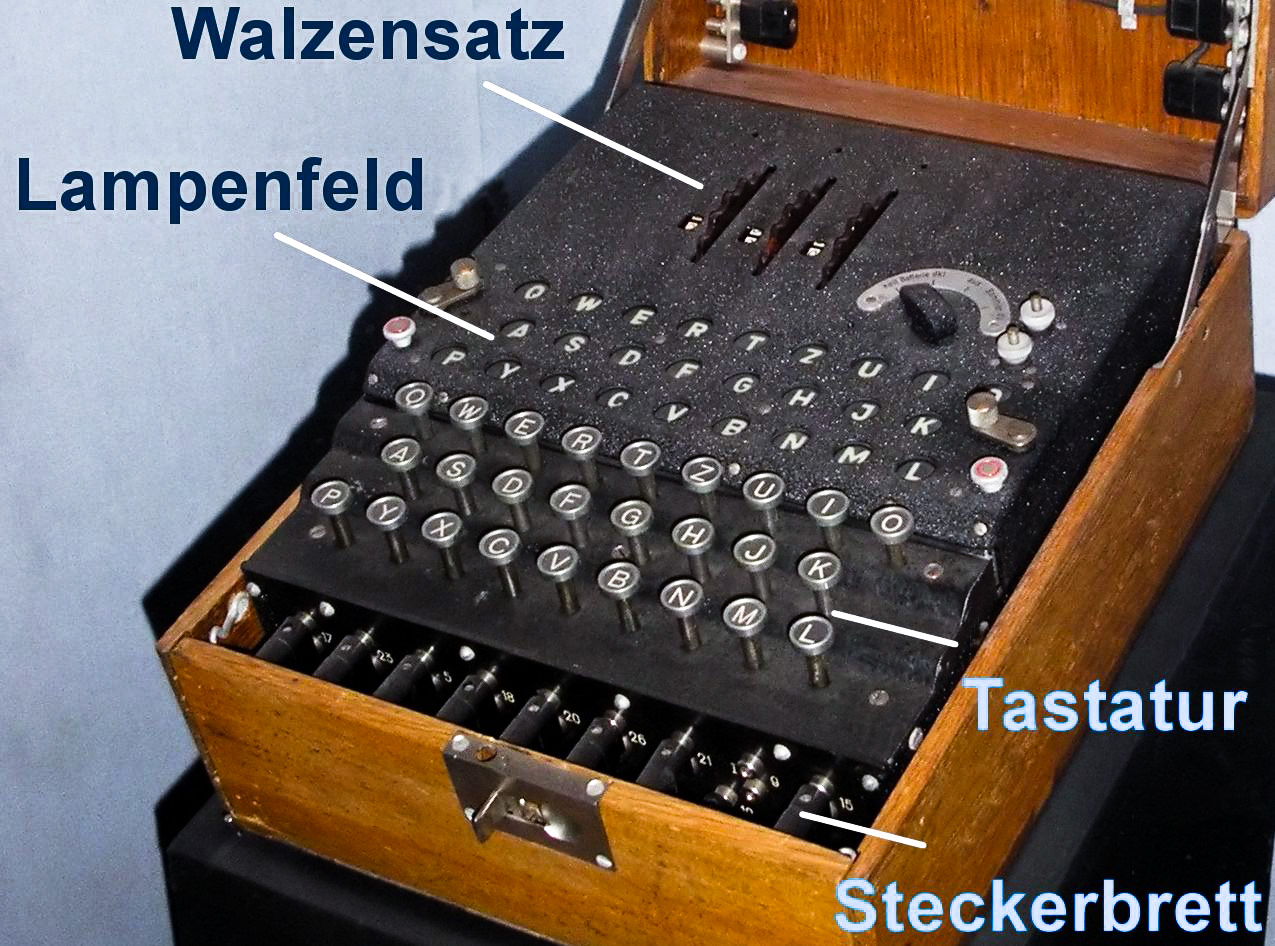
Die wichtigsten Funktionsgruppen der Enigma I

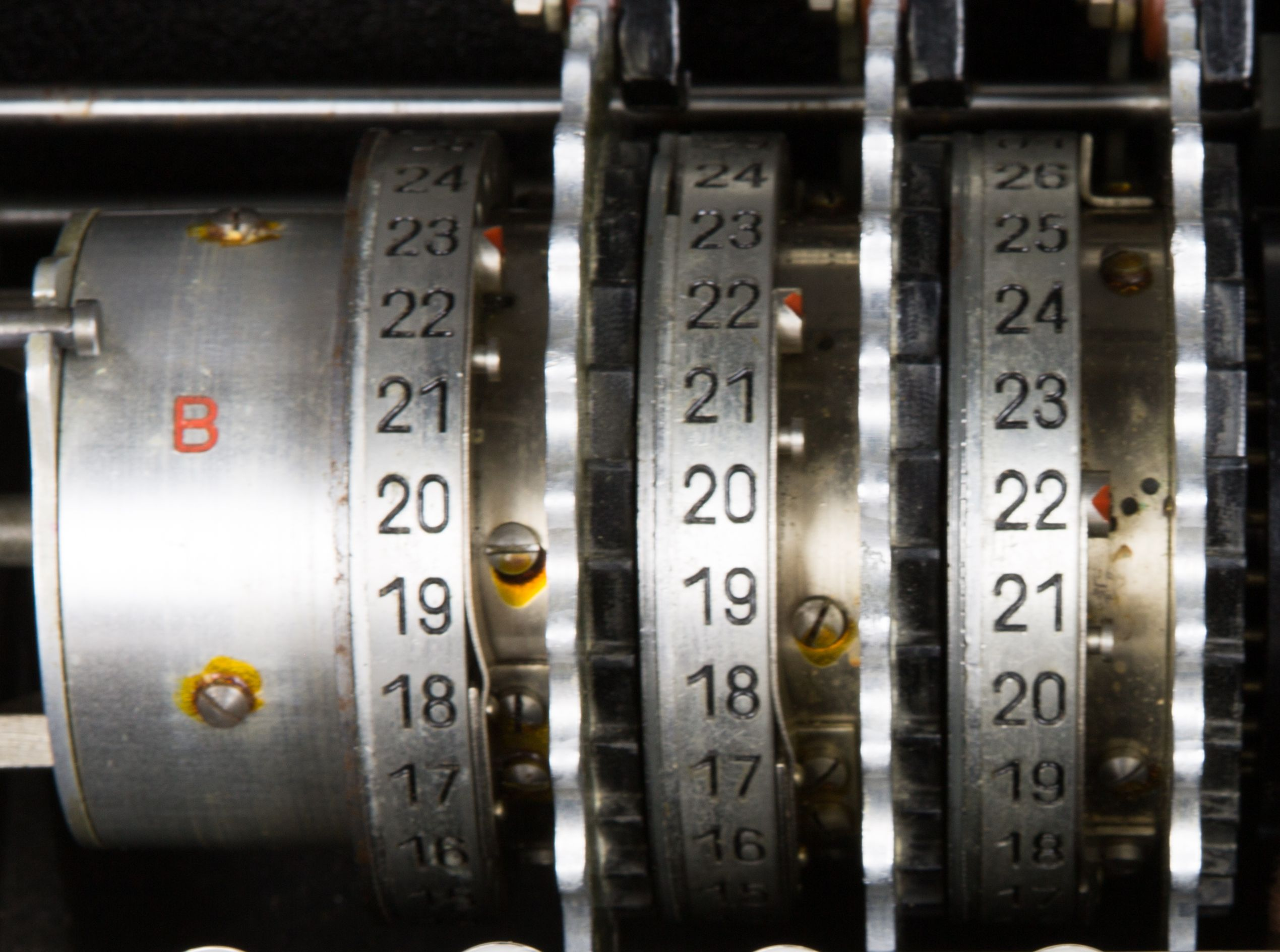
Der Walzensatz enthält drei austauschbare und rotierende Walzen, die jeweils 26 Drehstellungen einnehmen können (01 bis 26), sowie links eine feststehende Umkehrwalze (hier UKW B)

Die Maschine besteht im Wesentlichen aus der Tastatur zur Buchstabeneingabe, einem Walzensatz von drei austauschbaren Walzen und einem Glühlampenfeld zur Anzeige. Der Walzensatz ist das Herzstück zur Verschlüsselung. Die drei Walzen sind nebeneinander unabhängig drehbar angeordnet. Jede von ihnen weist auf beiden Seiten 26 elektrische Kontakte auf. Jeder Kontakt ist einem der 26 Großbuchstaben des lateinischen Alphabets zugeordnet. Jeweils ein Kontakt auf der einen Seite einer Walze ist durch einen isolierten Draht im Inneren der Walze mit einem Kontakt auf der anderen Seite der Walze verbunden. Insgesamt sind so, für jede Walze unterschiedlich, alle 26 Kontakte auf der einen Seite einer Walze paarweise und unregelmäßig mit den 26 Kontakten auf der anderen Seite elektrisch verbunden (siehe auch: Enigma-Walzenverdrahtung).
Drückt man eine Buchstabentaste, so fließt elektrischer Strom von einer in der Enigma befindlichen 4,5‑Volt-Batterie über die gedrückte Taste durch den Walzensatz und lässt eine Anzeigelampe aufleuchten. Der aufleuchtende Buchstabe entspricht der Verschlüsselung des gedrückten Buchstabens. Da sich bei jedem Tastendruck die Walzen ähnlich wie bei einem mechanischen Kilometerzähler weiterdrehen, ändert sich das geheime Schlüsselalphabet nach jedem Buchstaben.
Gibt man „OTTO“ ein, so leuchten nacheinander beispielsweise die Lampen „PQWS“ auf. Wichtig und kryptographisch stark ist, dass aufgrund der Rotation der Walzen jeder Buchstabe auf eine andere Weise verschlüsselt wird, im Beispiel das vordere O von OTTO zu P, das hintere aber zu S. Man spricht von vielen unterschiedlichen (Geheim-) „Alphabeten“, die zur Verschlüsselung benutzt werden und bezeichnet dies als polyalphabetische Substitution. Im Gegensatz dazu verwendet eine monoalphabetische Substitution nur ein einziges Geheimalphabet, und ein Klartextbuchstabe wird stets in denselben Geheimtextbuchstaben verwandelt („OTTO“ beispielsweise in „GLLG“). Würden sich die Walzen der Enigma nicht drehen, so bekäme man auch bei ihr nur eine einfache monoalphabetische Verschlüsselung.

## Aufbau

Skizze: Schaltschema der Enigma aus
Batterie (1),
Tastatur (2),
Steckerbrett (3, 7) mit
Steckkabel (8),
Walzensatz (5) mit
Eintrittswalze (4) und Umkehrwalze (6) sowie
dem Lampenfeld (9)

Die Enigma I inklusive Holzgehäuse wiegt rund 12 kg und die äußeren Abmessungen (L×B×H) betragen etwa 340 mm × 280 mm × 150 mm (Daten ohne Gehäuse: 10,35 kg und 310 mm × 255 mm × 130 mm). Ihr Erfinder sagt: „Die Maschine ist ganz ähnlich einer Schreibmaschine gebaut und wird auch genau wie diese bedient.“
Im Unterschied zu einer Schreibmaschine verfügt die Chiffriermaschine Enigma jedoch über einen Walzensatz aus drei drehbaren Rotoren (mit einem Durchmesser von etwa 100 mm). Rechts der drei drehbaren Walzen (5) (siehe gelb hinterlegte Zahlen in der Prinzipskizze) befindet sich die Eintrittswalze (4) (Stator), die sich nicht dreht und deren Kontakte über 26 Drähte (hier sind nur vier davon gezeichnet) mit den Buchstabentasten (2) verbunden sind. Links des Walzensatzes befindet sich die Umkehrwalze (6) (UKW), die bei der Enigma I ebenfalls feststeht. Bei der Umkehrwalze (auch genannt: Reflektor), handelt es sich um eine Erfindung (patentiert am 21. März 1926) von Willi Korn (1893–1972), einem Mitarbeiter von Scherbius. Sie weist nur auf ihrer rechten Seite 26 Kontakte auf (in der Skizze sind wieder nur vier davon eingezeichnet), die paarweise miteinander verbunden sind. Die Umkehrwalze bewirkt, dass der Strom, der den Walzensatz zunächst von rechts nach links durchläuft, umgelenkt wird und ihn noch einmal durchfließt, nun von links nach rechts. Der Strom verlässt den Walzensatz, wie er gekommen ist, wieder über die Eintrittswalze.
An der Gerätefront ist als zusätzliche „kryptographische Komplikation“ ein Steckerbrett angebracht. Dies verfügt über 26 doppelpolige Steckbuchsen für jeden der 26 Buchstaben. Dabei handelt es sich um eine geheime Zusatzeinrichtung, die am 28. März 1927 in einer Besprechung zwischen der ChiMaAG und dem Reichswehrministerium (RWM) von letzterem zunächst unter dem Namen „Schaltbrett“ und in leicht anderer Form vorgeschlagen wurde (siehe auch: Enigma-Steckerbrett). Das Steckerbrett erlaubt es, Buchstaben paarweise involutorisch zu vertauschen. Der Strom von der Buchstabentaste (2) wird, bevor er die Eintrittswalze (4) erreicht, über dieses Steckerbrett (3) geführt. Nach Durchlaufen des Walzensatzes fließt er ein zweites Mal über das Steckerbrett (7, 8) und bringt schließlich eine der 26 Buchstabenlampen (9) zum Aufleuchten. Die Buchstabenlampen sowie die Tastatur und die Steckbuchsen sind ähnlich wie bei einer deutschen Schreibmaschinentastatur angeordnet:
```
 Q   W   E   R   T   Z   U   I   O 

   A   S   D   F   G   H   J   K 

 P   Y   X   C   V   B   N   M   L 
```

## Walzensatz
Die folgende Tabelle zeigt das als „Geheime Kommandosache!“ eingestufte damals streng geheime Verdrahtungsschema der bei der Enigma I verfügbaren fünf drehbaren Walzen I bis V und der Umkehrwalzen A (bis 1937 gebraucht), B (ab 1937 im Einsatz) und C (1940 und 1941 sporadisch verwendet):
```
        
A B C D E F G H I J K L M N O P Q R S T U V W X Y Z

I
       E K M F L G D Q V Z N T O W Y H X U S P A I B R C J

II
      A J D K S I R U X B L H W T M C Q G Z N P Y F V O E

III
     B D F H J L C P R T X V Z N Y E I W G A K M U S Q O

IV
      E S O V P Z J A Y Q U I R H X L N F T G K D C M W B

V
       V Z B R G I T Y U P S D N H L X A W M J Q O F E C K
```

```
        
A B C D E F G H I J K L M N O P Q R S T U V W X Y Z

UKW A
   E J M Z A L Y X V B W F C R Q U O N T S P I K H G D

UKW B
   Y R U H Q S L D P X N G O K M I E B F Z C W V J A T

UKW C
   F V P J I A O Y E D R Z X W G C T K U Q S B N M H L
```